# Bartolomeo II della Scala
Bartolomeo II della Scala (... – Verona, 12 luglio 1381) fu signore di Verona dal 1375 fino alla sua morte.

## Biografia
Bartolomeo era figlio illegittimo di Cansignorio della Scala ed ottenne il potere su Verona dopo l'assassinio dello zio, Paolo Alboino. Governò Verona, ma dovette accettare con la forza il protettorato di Bernabò Visconti, marito di Regina della Scala.
Bartolomeo e un suo uomo di fiducia, Galvano di Poiana, vennero trovati morti trafitti il 12 luglio 1381 davanti a casa Nogarola. Gli scaligeri incolparono questa famiglia del duplice omicidio e furono incarcerati e i loro beni confiscati. Ma il vero colpevole fu il fratello di Bartolomeo, Antonio.

## Ascendenza
|                           |   |                       | Genitori                 |  |  | Nonni |  |  | Bisnonni            |  |  | Trisnonni             |  |
|                           |   |                       |                          |  |  |       |  |  | Alboino della Scala |  |  | Alberto I della Scala |  |
|                           |   |                       |                          |  |  |       |  |  | Alboino della Scala |  |  | Alberto I della Scala |  |
|                           |   | Verde di Salizzole    |                          |  |  |       |  |  | Alboino della Scala |  |  |                       |  |
| Mastino II della Scala    |   |                       |                          |  |  |       |  |  | Alboino della Scala |  |  |                       |  |
|                           |   | Beatrice da Correggio | Giberto III da Correggio |  |  |       |  |  |                     |  |  |                       |  |
|                           |   | Beatrice da Correggio | Giberto III da Correggio |  |  |       |  |  |                     |  |  |                       |  |
|                           |   | Beatrice da Correggio | Elena Malaspina          |  |  |       |  |  |                     |  |  |                       |  |
| Cansignorio della Scala   |   | Beatrice da Correggio |                          |  |  |       |  |  |                     |  |  |                       |  |
|                           |   | Giacomo I da Carrara  | Marsilio I da Carrara    |  |  |       |  |  |                     |  |  |                       |  |
|                           |   | Giacomo I da Carrara  | Marsilio I da Carrara    |  |  |       |  |  |                     |  |  |                       |  |
|                           |   | Giacomo I da Carrara  | …                        |  |  |       |  |  |                     |  |  |                       |  |
| Taddea da Carrara         |   | Giacomo I da Carrara  |                          |  |  |       |  |  |                     |  |  |                       |  |
|                           |   | Elisabetta Gradenigo  | Pietro Gradenigo         |  |  |       |  |  |                     |  |  |                       |  |
|                           |   | Elisabetta Gradenigo  | Pietro Gradenigo         |  |  |       |  |  |                     |  |  |                       |  |
|                           |   | Elisabetta Gradenigo  | Tommasina Morosini       |  |  |       |  |  |                     |  |  |                       |  |
| Bartolomeo II della Scala |   | Elisabetta Gradenigo  |                          |  |  |       |  |  |                     |  |  |                       |  |
|                           | … | …                     |                          |  |  |       |  |  |                     |  |  |                       |  |
|                           | … | …                     |                          |  |  |       |  |  |                     |  |  |                       |  |
|                           | … | …                     |                          |  |  |       |  |  |                     |  |  |                       |  |
| …                         | … |                       |                          |  |  |       |  |  |                     |  |  |                       |  |
|                           |   | …                     | …                        |  |  |       |  |  |                     |  |  |                       |  |
|                           |   | …                     | …                        |  |  |       |  |  |                     |  |  |                       |  |
|                           |   | …                     | …                        |  |  |       |  |  |                     |  |  |                       |  |
| Margherita dei Pittati    |   | …                     |                          |  |  |       |  |  |                     |  |  |                       |  |
|                           |   | …                     | …                        |  |  |       |  |  |                     |  |  |                       |  |
|                           |   | …                     | …                        |  |  |       |  |  |                     |  |  |                       |  |
|                           |   | …                     | …                        |  |  |       |  |  |                     |  |  |                       |  |
| …                         |   | …                     |                          |  |  |       |  |  |                     |  |  |                       |  |
|                           |   | …                     | …                        |  |  |       |  |  |                     |  |  |                       |  |
|                           |   | …                     | …                        |  |  |       |  |  |                     |  |  |                       |  |
|                           |   | …                     | …                        |  |  |       |  |  |                     |  |  |                       |  |
|                           |   | …                     |                          |  |  |       |  |  |                     |  |  |                       |  |